# Thomas Cailley
Thomas Cailley (Clermont-Ferrand, 29 aprile 1980) è un regista e sceneggiatore francese.

## Biografia
Studia presso la Audencia, business school di Nantes, e intraprende inizialmente un lavoro nella distribuzione e produzione di film documentari. Decide quindi di cambiare la propria attività e si iscrive a La Fémis a Parigi, dove si laurea in sceneggiatura.

## Filmografia

### Cinema

#### Regista
- The Fighters - Addestramento di vita (Les Combattants) (2014)
- The Animal Kingdom (Le règne animal) (2023)

#### Sceneggiatore
- The Fighters - Addestramento di vita (Les Combattants), regia di Thomas Cailley (2014)
- Ma révolution, regia di Ramzi Ben Sliman (2016)
- Ami-ami, regia di Victor Saint Macary (2018)
- The Animal Kingdom (Le règne animal), regia di Thomas Cailley (2023)

### Televisione

#### Sceneggiatore
- Trepalium, regia di Vincent Lannoo (2016 - )

## Premi e riconoscimenti

### Festival di Cannes
- 2014: - Premio FIPRESCI per The Fighters - Addestramento di vita (Les Combattants)
- 2014: - Premio SACD per The Fighters - Addestramento di vita (Les Combattants)

### Premio César
- 2015: - Migliore opera prima per The Fighters - Addestramento di vita (Les Combattants)
- 2015: - Nominato a miglior film per The Fighters - Addestramento di vita (Les Combattants)
- 2015: - Nominato a miglior regista per The Fighters - Addestramento di vita (Les Combattants)
- 2015: - Nominato a migliore sceneggiatura originale per The Fighters - Addestramento di vita (Les Combattants)

### Premio Louis-Delluc
- 2014: - Migliore opera prima per The Fighters - Addestramento di vita (Les Combattants)

### Premio Lumière
- 2024: - Miglior regista per The Animal Kingdom